# حمام حاج تقی (حاج تقی عسگر)
حمام حاج تقی (حاج تقی عسگر) مربوط به دوره قاجار است و در شاهرود، خیابان شهید صدوقی، چهارراه خیابان مزار واقع شده و این اثر در تاریخ ۱۰ مهر ۱۳۸۰ با شمارهٔ ثبت ۴۰۲۴ به‌عنوان یکی از آثار ملی ایران به ثبت رسیده است.